# Triodontella dorsalis
Triodontella dorsalis är en skalbaggsart som beskrevs av Gilbert John Arrow 1925. Triodontella dorsalis ingår i släktet Triodontella och familjen Melolonthidae. Inga underarter finns listade i Catalogue of Life.